# St.-Louis-Blues
Der St.-Louis-Blues ist ein pianobetonter Bluesstil, der eng mit Jump Blues, Ragtime und Piano Blues verwandt ist. Üblicherweise werden mehrere Sänger von einem Pianisten und weiteren Musikern (hauptsächlich Rhythmusinstrumente) begleitet.

## Typische Vertreter
| - Jelly Roll Anderson - Henry Brown - Olive Brown - Teddy Darby - Walter Davis - Tommy Dean - The Delta Rhythm Boys - Leothus Lee Green - Stump Johnson | - Lonnie Johnson - Daddy Hotcakes Montgomery - Robert Nighthawk - Aaron „Pinetop“ Sparks - Henry Spaulding - Roosevelt Sykes - Henry Townsend - Big Joe Williams |